# Хоравары
Хорава́ры (чув. Хуравар) — деревня в Аликовском муниципальном округе Чувашской Республики. Входила в состав Таутовского сельского поселения до его упразднения в 2022 году.

## Общие сведения о селении
Одна улица: Заветы Ильича. В настоящее время деревня в основном газифицирована. Рядом с деревней протекает речка Хирлеп.

### География
Хоравары расположена юго-западнее административного центра Аликовского района на 6 км.

### Климат
Климат умеренно континентальный с продолжительной холодной зимой и тёплым летом. Средняя температура января −12,9 °C, июля 18,3 °C, абсолютный минимум достигал −44 °C, абсолютный максимум 37 °C. За год в среднем выпадает до 552 мм осадков.

### Демография
Население — 148 человек (2006 г.), из них большинство женщины.

## Название
Согласно наиболее лингвистически обоснованной этимологии, слово Хоравары означает «черная долина».
Наряду с эти, среди местных жителей существует мнение, что название деревни происходит от слов «хура» и «вăрман», «черный лес».

## История
До реформы 1781 года  упоминается как деревня Милешева (Милюшева) в составе Шумшевашевской волости, затем до 1927 года в Аликовскую волость Ядринского уезда. 1 ноября 1927 года — в составе Аликовского района, после 20 декабря 1962 года — в Вурнарском районе. С 14 марта 1965 года снова в Аликовском районе.

## Связь и средства массовой информации
- Связь: ОАО «Волгателеком», Би Лайн, МТС, Мегафон. Развит интернет ADSL технологии.
- Газеты и журналы: Аликовская районная газета «Пурнăç çулĕпе»-«По жизненному пути» Языки публикаций: Чувашский, Русский.
- Телевидение:Население использует эфирное и спутниковое телевидение. Эфирное телевидение позволяет принимать национальный канал на чувашском и русском языках.

## Уроженцы деревни
- Михайлов Вениамин Васильевич — заслуженный учитель Чувашской республики.
- Васильев Николай Петрович — заслуженный учитель Чувашской республики.